# Fread
freadは、C言語の標準入出力ヘッダーファイル <stdio.h> で宣言されている関数である。
主に、バイナリ形式のファイル入力に使われる。

## 形式
ISO/IEC 9899:1999 では、以下のように定義されている。
概要
#include <stdio.h>
size_t fread(void * restrict ptr, size_t size, size_t nmemb, FILE * restrict stream);

説明
fread関数は、ptrが指す配列に、sizeで指定された大きさを持つ要素を最大nmemb個まで、streamが指すストリームから読み取る。各オブジェクトに対して、fgetc関数がsize回だけ呼び出され、読み取った順に、オブジェクトの上に正確に重なっているunsigned charの配列に結果が格納される。ストリームのファイル位置指示子（定義されている場合）は、正常に読み取られた文字数だけ進む。エラーが発生した場合、ストリームのファイル位置指示子の結果は不定である。要素の一部だけが読み取られた場合も、その値は不定である。
返却値
fread関数は、読み取りに成功した要素の数を返すが、読み取りエラーが発生した場合またはEOFに到達した場合に、nmembよりも小さくなる。sizeまたはnmembがゼロの場合、freadはゼロを返し、配列の内容とストリームの状態は変更されない。

## テキストモード
streamがテキストモードで開かれていた場合、改行コードCR+LFは読み取りの際にLFで置換される処理系もある。詳細は各処理系のリファレンスを参照のこと。